# Tongue-in-cheek

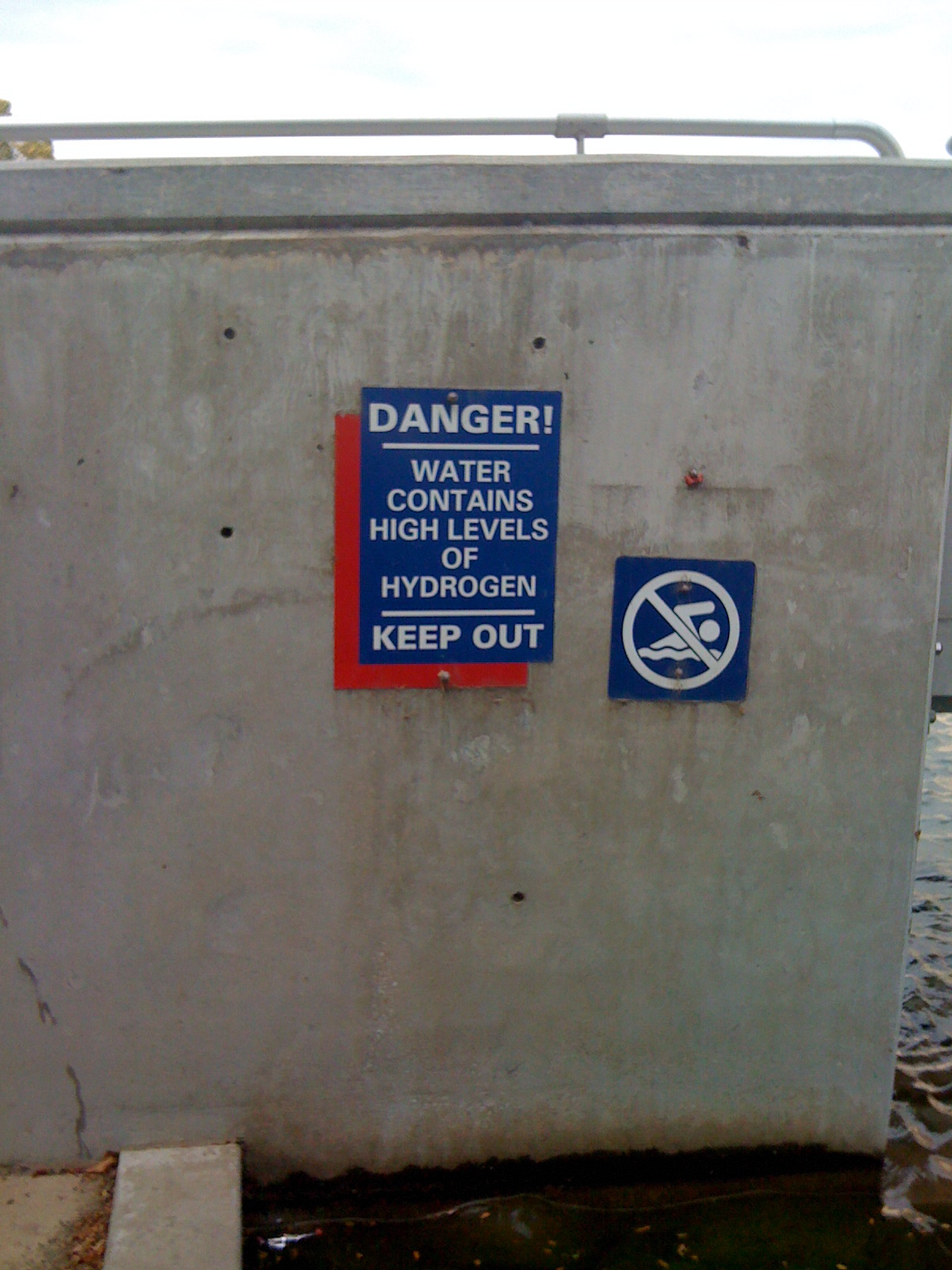
Esempio di umorismo tongue-in-cheek. Il cartello, esposto davanti a una fontana pubblica, dice «Pericolo! L'acqua contiene elevate quantità di idrogeno. Vietato entrare»

Tongue-in-cheek, letteralmente "lingua nella guancia", è un'espressione inglese che viene usata per riferirsi a uno stile umoristico in cui le cose sono dette seriamente solo a metà, o espresse con sottile ironia.

## Origine del termine
La frase tongue in cheek allude all'espressione facciale che si ottiene premendo la lingua contro la propria guancia, una mimica con cui si indica all'interlocutore che ciò che si sta per dire va preso con un pizzico di buon senso.
La prima apparizione del termine, con il suo significato ironico, è stata nel libro The Ingoldsby Legends di Richard Harris Barham, pubblicato nel 1845. L'autore usò il termine descrivendo un francese:

## L'umorismotongue-in-cheeknella narrativa
L'umorismo tongue-in-cheek nella narrativa spesso prende la forma della parodia garbata: un esempio ne è il libro The Lexicon of Comicana del 1980 scritto dal fumettista americano Mort Walker. 
Nello stile umoristico tongue-in-cheek alcune storie sembrano aderire alle convenzioni stabilite di un genere serio, mentre, in realtà, in modo pacato, ne prendono in giro alcuni aspetti. Un'opera di questo genere ancora rispetta queste convenzioni e non è l'equivalente di una farsa. 
Buoni esempi di film girati in maniera tongue-in-cheek sono Scream, L'alba dei morti dementi, Demolition Man, True Lies o Hot Fuzz. Da notare che questi film sono ancora fedeli al loro genere (slasher, zombie, azione, spionaggio e poliziesco rispettivamente) e non sono parodie a tutto tondo, come invece L'aereo più pazzo del mondo o Scary Movie.